# اتومیک مانستر
اتومیک مانستر (انگلیسی: Atomic Monster) یک شرکت آمریکایی تولید فیلم و تلویزیون است که در سال ۲۰۱۴ توسط جیمز وان تأسیس شد.